# الخرابة (الصيد)

تعديل مصدري - تعديل

الخرابة (الصَّيَد) هي إحدى قرى عزلة الصَّيَد بمديرية المنار التابعة لمحافظة ذمار، في الجمهورية اليمنية.

## السكان
بلغ عداد سكانها 382 نسمة بحسب تعداد اليمن لعام 2004.

## روابط خارجية
- الجهاز المركزي للإحصاء بالجمهورية اليمنية
- المركز الوطني للمعلومات باليمن
- الدليل الشامل